# Орешје на Бизељскем
Орешје на Бизељскем (словен. Orešje na Bizeljskem) је насељено место у општини Брежице, Посавска регија, Словенија.

## Историја
До територијалне реорганизације у Словенији било је у саставу старе општине Брежице.

## Становништво
У попису становништва из 2011. године, Орешје на Бизељскем је имало 223 становника.
| Број становника према пописима | Број становника према пописима | Број становника према пописима |
| ------------------------------ | ------------------------------ | ------------------------------ |
| 1991                           | 2002                           | 2011                           |
| 264                            | 233                            | 223                            |

Напомена: До 1953. исказивано под именом Орешје.

## Галерија
- стара школа
- стари помоћни објекат у сеоским домаћинствима
- месно гробље
- пејзаж